# Bienvenues-Bâtard-Montrachet
Bienvenues-Bâtard-Montrachet ist eine als Grand Cru eingestufte Weinlage an der Côte d’Or im französischen Burgund. Sie liegt in der Gemeinde Puligny-Montrachet in der Côte de Beaune. Bienvenues-Bâtard-Montrachet hat eine eigene Appellation und zählt mit einer Größe von 3,68 ha zu den kleineren Appellation Frankreichs. Erzeugt wird ausschließlich Weißwein. Bienvenues-Bâtard-Montrachet liegt nördlich beziehungsweise östlich der Grand Cru Lage Bâtard-Montrachet, weiter nördlich schließt die Premier Cru Lage Les Pucelles und im Osten die Puligny-Montrachet Village Lagen Les Enseignères und Rue Rousseau an.

## Klima und Geologie
Die Weinlage Bienvenues-Bâtard-Montrachet befindet sich auf einem sanften Hang in 245 m Höhe über dem Meeresspiegel. Von Spätfrösten bleibt die Lage meist verschont. Das Klima wird dem burgundischen Übergangsklima zugerechnet, bei dem kontinentale Einflüsse gegenüber maritimen überwiegen. Der Chardonnay gedeiht in südöstlicher Ausrichtung hervorragend.
Für die nördlich gelegene Stadt Dijon (316 m), galten zwischen 1961 und 1990 folgende Daten:
| Monat                                                               | Jan  | Feb  | Mär  | Apr  | Mai  | Jun  | Jul  | Aug  | Sep  | Okt  | Nov  | Dez  | Jahr  |
| ------------------------------------------------------------------- | ---- | ---- | ---- | ---- | ---- | ---- | ---- | ---- | ---- | ---- | ---- | ---- | ----- |
| Mittlere minimale Temperaturen °C                                   | −1   | 0,1  | 2,2  | 5    | 8,7  | 12   | 14,1 | 13,7 | 10,9 | 7,2  | 2,5  | −0,2 | 6,3   |
| Mittlere Temperaturen °C                                            | 1,6  | 3,6  | 6,5  | 9,8  | 13,7 | 17,2 | 19,7 | 19,1 | 16,1 | 11,3 | 5,6  | 2,3  | 10,5  |
| Mittlere maximale Temperaturen °C                                   | 4,2  | 7    | 10,8 | 14,7 | 18,7 | 22,4 | 25,3 | 24,5 | 21,3 | 15,5 | 8,6  | 4,8  | 14,8  |
| Mittlere monatliche Niederschlagsmenge (mm)                         | 49,2 | 52,5 | 52,8 | 52,2 | 86,3 | 62,4 | 51   | 65,4 | 66,6 | 57,6 | 64,2 | 62   | 732,2 |
| Quelle: Archives climatologiques mensuelles – für Dijon (1961–1990) |      |      |      |      |      |      |      |      |      |      |      |      |       |

Im Jahr 2007 galt:
| Monat                                                             | Jan | Feb | Mär | Apr  | Mai  | Jun  | Jul  | Aug  | Sep  | Okt  | Nov | Dez | Jahr |
| ----------------------------------------------------------------- | --- | --- | --- | ---- | ---- | ---- | ---- | ---- | ---- | ---- | --- | --- | ---- |
| Mittlere Temperaturen °C                                          | 5,3 | 6,4 | 6,9 | 14,7 | 15,6 | 18,5 | 18,7 | 18,2 | 14,4 | 10,7 | 5,3 | 1,6 | 11,3 |
| Quelle: Mittlere Temperaturen am Messpunkt von Dijon im Jahr 2007 |     |     |     |      |      |      |      |      |      |      |     |     |      |

Im Jahr 2008 wurden folgende Daten erhoben:
| Monat                                                             | Jan | Feb | Mär | Apr | Mai  | Jun  | Jul  | Aug  | Sep  | Okt  | Nov | Dez | Jahr |
| ----------------------------------------------------------------- | --- | --- | --- | --- | ---- | ---- | ---- | ---- | ---- | ---- | --- | --- | ---- |
| Mittlere Temperaturen °C                                          | 3,8 | 4,7 | 6,3 | 9,1 | 15,8 | 17,8 | 19,9 | 18,6 | 13,8 | 10,3 | 6,4 | 2,1 | 10,7 |
| Quelle: Mittlere Temperaturen am Messpunkt von Dijon im Jahr 2008 |     |     |     |     |      |      |      |      |      |      |     |     |      |

Der Boden des Bienvenues-Bâtard-Montrachet besteht im unteren Bereich aus einer dicken Auflage aus braunem Kalkstein-Verwitterungsschutt. Die Reben müssen ihre Wurzeln in den Sockel aus dem Erdzeitalter des Bathonium treiben.

## Wein

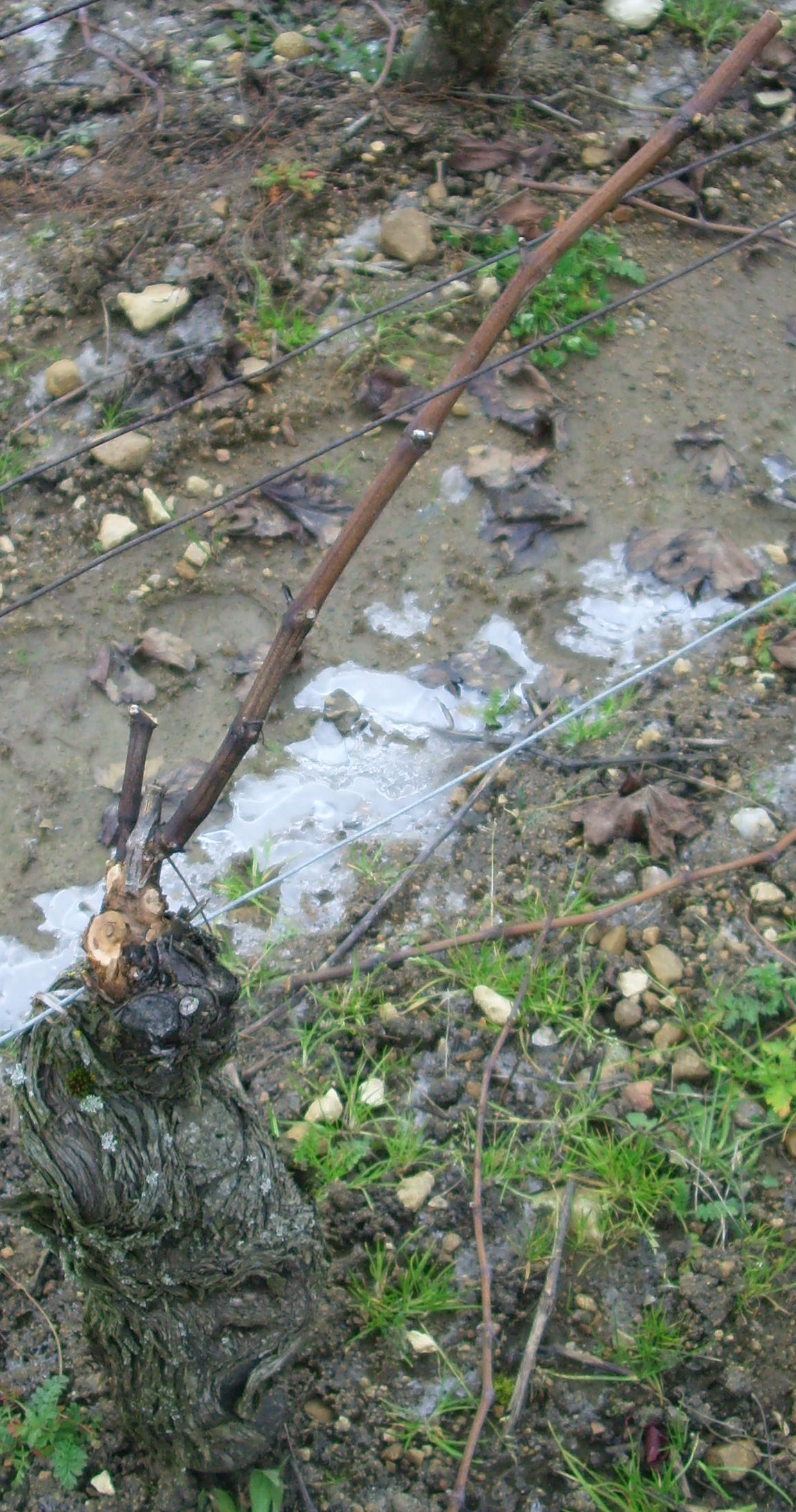
Als Reberziehung wird die in Frankreich méthode Guyot genannte Flachbogenerziehung vorgeschrieben.

Die Weißweine der Grand Cru Lage werden aus der Rebsorte Chardonnay gekeltert. Der natürliche Alkoholgehalt muss bei den Weißweinen mindestens 11,5 Vol.-% betragen, Chaptalisation ist – wie überall im Burgund – erlaubt. Das Mindest-Mostgewicht liegt bei 178 g/l. Der Basisertrag beträgt 40 Hektoliter je Hektar, dieser darf maximal um 20 % überschritten werden.
Die Weine werden als delikat beschrieben und verfügen über einen Duft von Zitrusfrüchten sowie etwas Haselnuss und Honig.

## Produktionsmenge
Im Jahr 2008 wurden insgesamt 3,53 ha unter dem Namen Bienvenues-Bâtard-Montrachet deklariert. Insgesamt 146 Hektoliter Weißwein wurden erzeugt. Dies entspricht kaum 20.000 Flaschen.

## Hersteller und Besitzer
Im Gegensatz zum Bordeaux sind die Rebflächen durch Anwendung der Erbfolge stark gesplittert. Größter Eigner mit 1,16 ha war im Jahr 2008 die Domaine Leflaive. Es folgten die Domaine Ramonet (0,56 ha), Vincent Girardin (0,47 ha), Paul Pernot (0,37 ha), Guillemard-Clerc (0,18 ha), Bachelet-Ramonet (0,13 ha), Etienne Sauzet (0,12 ha), Louis Carillon et Fils (0,11 ha), Jean-Claude Bachelet (0,09 ha) und Barolet-Pernot (0,05 ha).